# Juan Ferney Otero
Otero  Tovar est un nom espagnol. Le premier nom de famille, en général paternel, est Otero ; le second, en général maternel, souvent omis, est Tovar.
Juan Ferney Otero Tovar, dit Juan Ferney Otero, né le 26 mai 1995 à Sipí, est un footballeur colombien. Il évolue au poste d'attaquant au Sporting de Gijón.

## Biographie

### En club
Avec le club d'Estudiantes, il inscrit sept buts en première division argentine lors de la saison 2017-2018. Il est l'auteur d'un doublé lors de la réception des Newell's Old Boys en février 2018.
Avec cette équipe, il joue également 11 matchs en Copa Libertadores, inscrivant trois buts, et quatre rencontres en Copa Sudamericana. Il est l'auteur d'un doublé en mai 2018 face au Club Nacional.
Durant le mercato estival de 2018, il signe un contrat de trois ans à l'Amiens SC en échange de 2 millions d'euros. Il inscrit son premier but sous les couleurs amiénoises lors d'un match de Coupe de la Ligue face au FC Metz.

### En équipe nationale
Avec les moins de 20 ans, il participe au championnat sud-américain des moins de 20 ans en 2015. Lors de cette compétition, il joue six matchs, inscrivant un but contre le Chili. La Colombie se classe deuxième du tournoi, derrière l'Argentine. Il dispute ensuite quelques mois plus tard la Coupe du monde des moins de 20 ans organisée en Nouvelle-Zélande. Lors du mondial junior, il joue trois matchs. La Colombie s'incline en huitièmes de finale face aux États-Unis.